# 롬복 해협

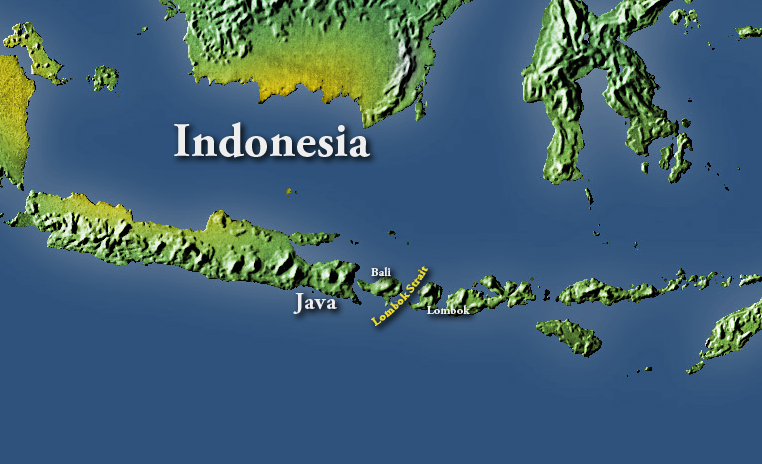
롬복 해협의 위치

롬복 해협(인도네시아어: Selat Lombok)은 인도네시아 소순다 열도의 발리섬과 롬복섬 사이에 있는 해협으로 인도양과 자와해를 잇는다. 남쪽의 가장 좁은 곳은 그 너비가 18km이지만 북쪽은 40km로 트여 있으며, 총 길이는 60km이다. 수심이 260m로 믈라카 해협보다 훨씬 깊어, 흘수가 깊은 선박들이 대신 롬복 해협을 이용하기도 한다. 롬복 해협은 인도양과 태평양 사이의 해수가 교류하는 주요 통로 가운데 하나로도 유명하다. 영국의 자연과학자 앨프리드 러셀 월리스에 의해 제창된 동물 분포 경계선인 월리스선이 이 해협을 통과한다.

## 같이 보기
- 안다만해
- 벵골만
- 알라스 해협
- 순다 해협
- 마카사르 해협
- 월리스선